# Вестендштрассе (станция метро)
«Вестендштрассе» (нем. Westendstraße) — станция Мюнхенского метрополитена, расположенная на линии  и  между станциями «Фриденхаймер Штрассе» и «Хаймеранплац». Станция находится в районе Лайм (нем. Laim).

## История
Открыта 10 марта 1984 года в составе участка «Вестендштрассе» — «Карлсплац (Штахус)». Станция названа одноименной улицей, которая первоначально вела к западной границе города. До продления линии на запад, 24 марта 1988 года, станция была конечной. С 29 мая 1999 года конечная линии .

## Архитектура и оформление
Двухпролётная колонная станция мелкого заложения. Колонны прямоугольного сечения с округленными краями из стали, отделаны голубым кафелем. Потолок оснащен перпендикулярными к направлению движения белыми планками. Путевые стены облицованы продолговатыми синими металлическими панелями. Имеет два выхода по обоим концам платформы. Примерно на высоте человеческого роста по всей путевой стене проходит жёлтая полоса. В восточном торце платформы расположен лифт.

## Таблица времени прохождения первого и последнего поезда через станцию

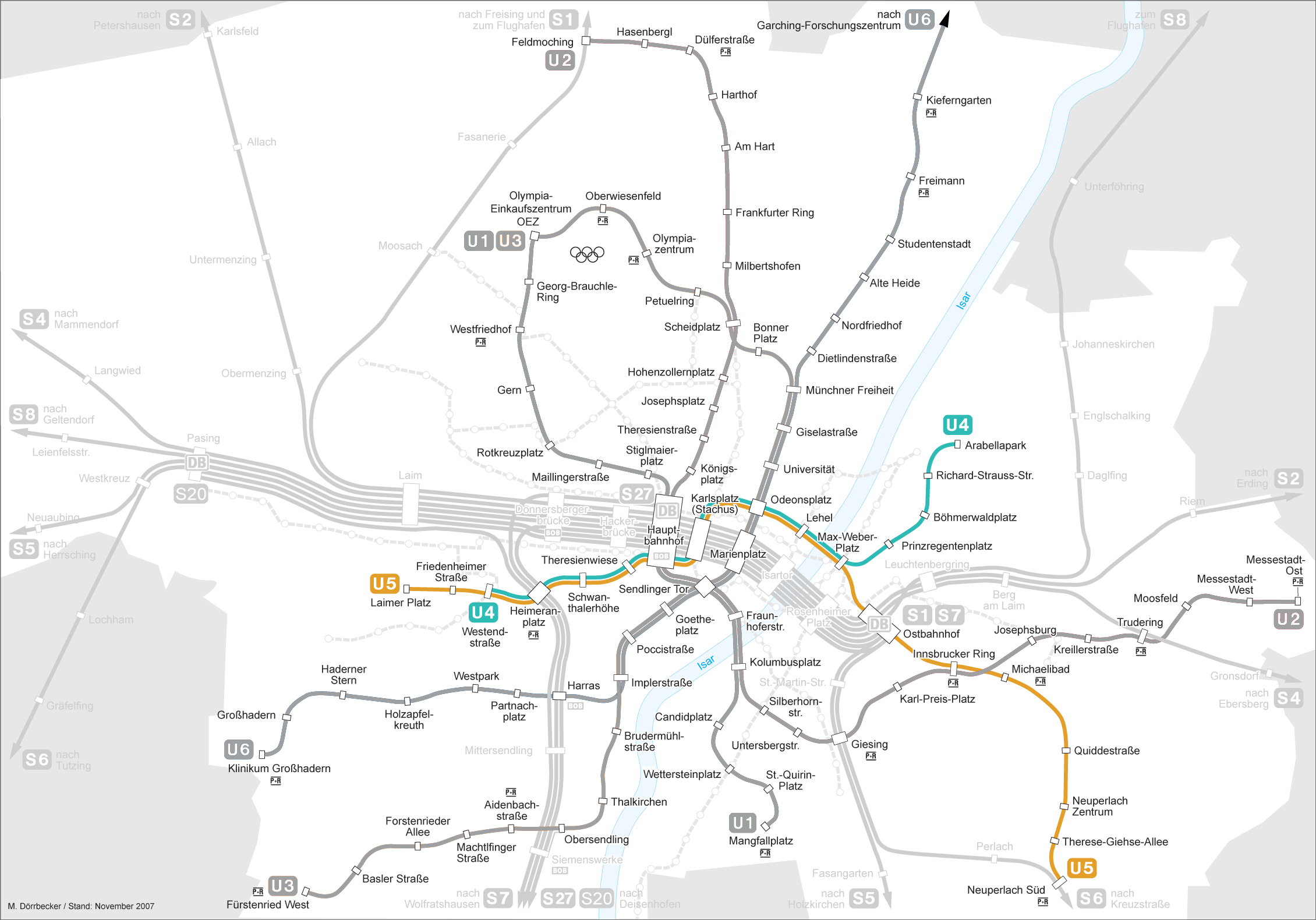
Сеть линий и мюнхенского метро

|                                          | Воскресенье — Четверг (ч:мм) | Пятница — Суббота (ч:мм) |
|                                          | первый                       |                          |
| последний                                |                              |                          |
| В сторону станции «Фриденхаймер Штрассе» | 4:40                         | 4:40                     |
| В сторону станции «Фриденхаймер Штрассе» | 1:22                         | 2:22                     |
| В сторону станции «Хаймеранплац»         | 4:23                         | 4:23                     |
| В сторону станции «Хаймеранплац»         | 1:05                         | 2:05                     |

## Пересадки
Проходят трамвай линии 18 и автобус линии 131.
| Предыдущая станция   | Расстояние | Линия | Расстояние | Следующая станция |
| -------------------- | ---------- | ----- | ---------- | ----------------- |
| конечная             | 0 м        |       | 806 м      | Хаймеранплац      |
| Фриденхаймер Штрассе | 791 м      |       | 806 м      | Хаймеранплац      |